# Disputa sull'origine del genere giallo

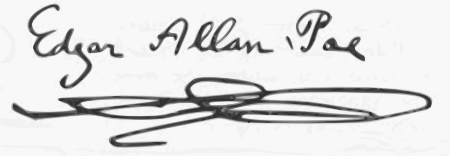
Firma di Edgar Allan Poe

Firma di Alexandre Dumas (padre)

La disputa sull'origine del genere giallo nasce con la ripubblicazione nel 2012 del racconto di Alexandre Dumas, L'assassinio di rue Saint-Roch, che era uscito a puntate su L'indipendente tra il 1860 e il 1861.

## Termini della disputa
Se si confronta I delitti della Rue Morgue di Edgar Allan Poe con L'assassinio di rue Saint-Roch di Dumas, il plagio da parte di uno dei due è evidente, ma identificare la paternità del soggetto è complesso. Fino al 2012, infatti, il racconto di Edgar Allan Poe era ritenuto indiscutibilmente all'origine del racconto giallo, ma la riscoperta del racconto di Dumas ha aperto una disputa.

## Datazione
Il racconto di Poe fu pubblicato nel 1841 e la sua traduzione ufficiale in francese, a opera di Isabelle Meunier, uscì nel 1847 in seguito alla pubblicazione di alcune traduzioni anonime. Edgar Poe acquisì una certa notorietà in Francia solo nel 1856 con la pubblicazione di una raccolta dei suoi racconti a cura di Baudelaire. Il racconto di Dumas fu invece pubblicato a puntate su L'indipendente tra il 1860 e il 1861, quando Poe era già morto da 11 anni. Osservando la datazione delle due opere, quindi, sembra che sia stato Poe ad essere plagiato dallo scrittore francese, ma la questione è più complessa.

## Incontro di Alexandre Dumas ed Edgar Allan Poe

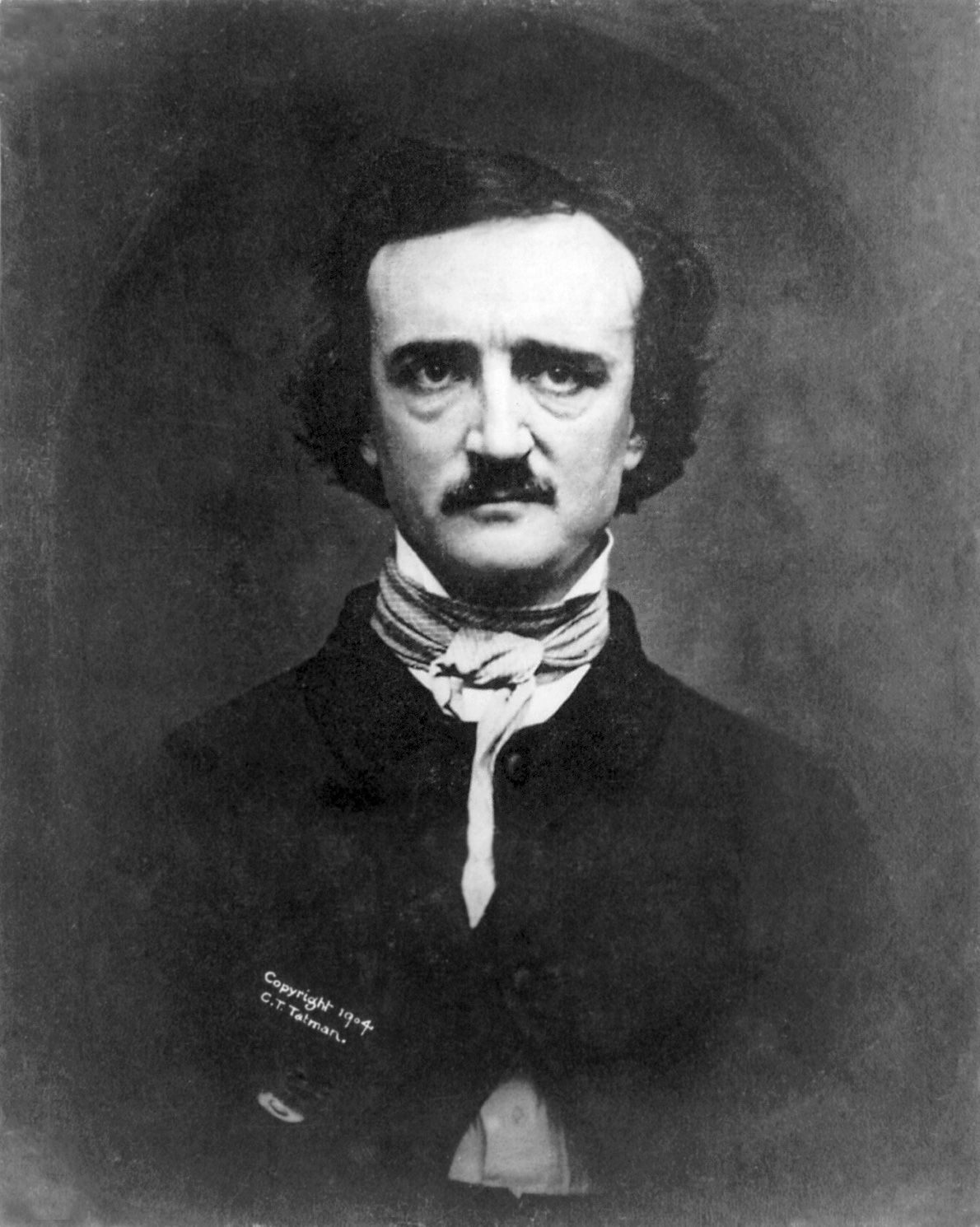
Edgar Allan Poe

Il primo punto di discussione è: Alexandre Dumas ed Edgar Allan Poe si sono incontrati? E come un loro incontro avrebbe potuto influenzare la scrittura dei due racconti?. Ne L'Assassinio di Rue Saint-Roch Dumas allude, velatamente  ad un incontro con questo autore americano, per l'anno 1832. Tuttavia i biografi di Poe hanno sempre negato, fatta eccezione per Henry Furst e il suo discepolo italiano Marcello Staglieno, la possibilità circa una permanenza dello scrittore a Parigi o, in genere, al di fuori dagli Stati Uniti, se non per un viaggio di istruzione in Inghilterra e Scozia, da fanciullo. Se le relazioni umane e i viaggi di Alexandre Dumas, anche per l'anno 1832 sono ben noti e documentati, non si ha, invece, alcuna lettera di Poe compresa tra il 29 Dicembre 1831 e il 12 Aprile 1833;  e l'unica testimonianza per questo periodo riguardo allo scrittore, ci viene soltanto da una lettera, del 16 dicembre 1833, scritta dal padre adottivo di Poe, John Allan, ov'egli informa un suo ex-socio che da un po' di tempo non ha notizie di Edgar e che le rare lettere da questi inviategli sono giuntei da San Pietroburgo; è difficile, quindi, credere che Poe, da adulto, non possa affatto aver lasciato gli Stati Uniti d'America: lui stesso ammise di essere stato in Russia; e alcuni dei suoi racconti ambientati a Parigi contengono riferimenti accurati, di strade che erano realmente presenti, prima dello sventramento dovuto ad Hausmann, durante il Secondo Impero, nella Capitale francese.
Risulta inoltre poco probabile, che Dumas abbia scelto l'unico periodo privo di concrete testimonianze epistolari di Poe per inventare un incontro con lui: ciò che sostiene lo studioso americano John Ward Ostrom.
Un altro elemento a favore dell'incontro dei due scrittori è la loro appartenenza alla stessa società segreta (e rivoluzionaria) americana, la Society of Cincinnati, dedita alla liberazione delle colonie americane dall'Inghilterra e in seguito diffusa in Francia in funzione antinapoleonica. Tutto ciò potrebbe giustificare la presenza di Edgar Allan Poe in Europa, in veste di "soldato rivoluzionario" che non doveva lasciar tracce.

## Elementi in comune
Questo caso di plagio è stato definito "sfrontato" in quanto Dumas, apparentemente il colpevole, cita ripetutamente il racconto di Poe rendendo difficile credere che nessuno si fosse accorto della cosa, visto che L'Indipendente di Napoli era distribuito anche a Torino e Milano. Dall'altro lato anche Poe chiama Dumas il medico legale del suo racconto e parla di Vidocq, ancora poco conosciuto in America nonostante la sua fama in Francia.

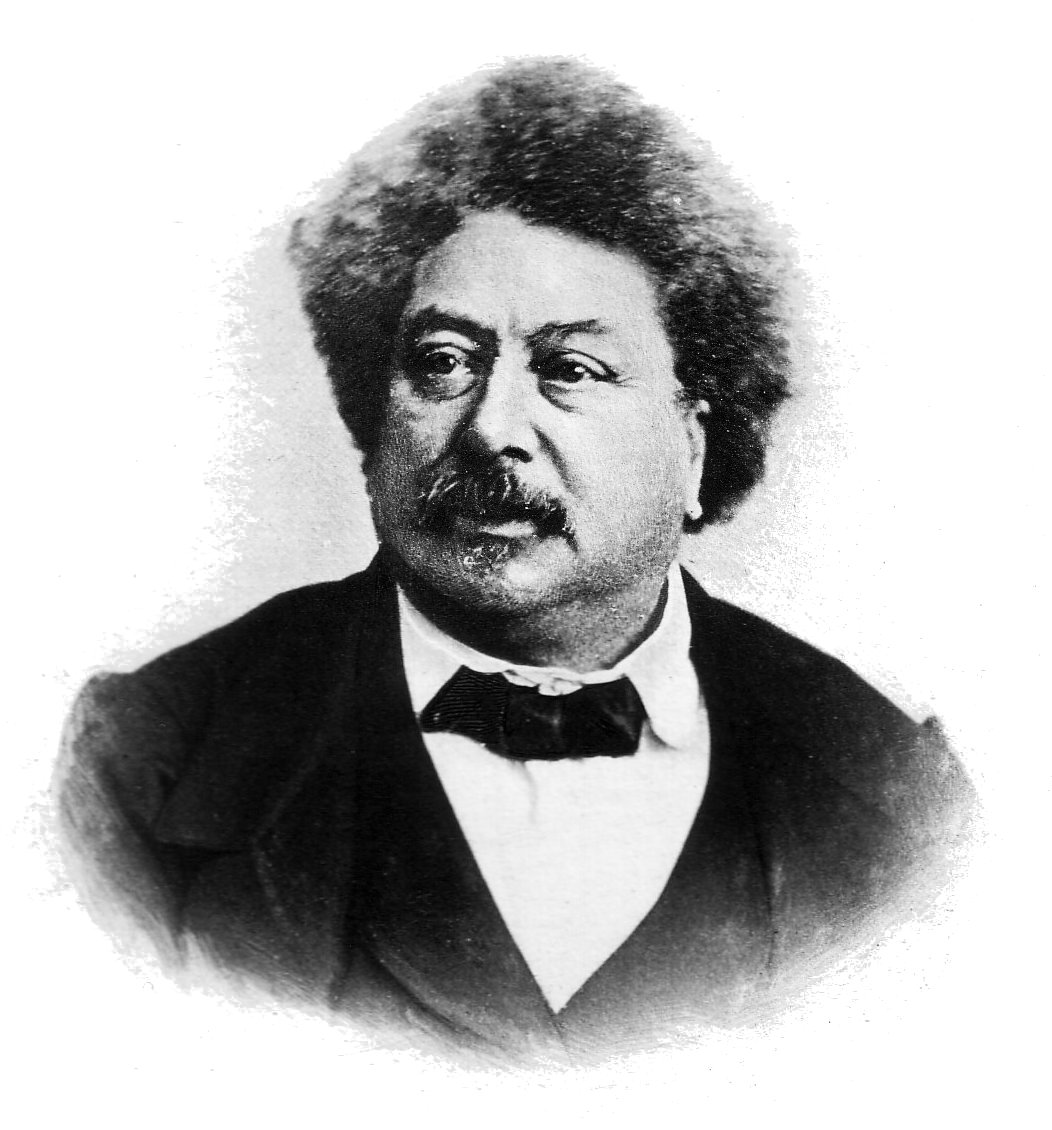
Alexandre Dumas (padre)

I due racconti, infatti, hanno elementi in comune non trascurabili oltre, ovviamente, alla trama stessa che non varia:
- Auguste Dupin: il protagonista del romanzo di Edgar Allan Poe, Auguste Dupin, un individuo brillante e dalle rimarchevoli capacità analitiche, oltre ad essere ripreso, chiamato diversamente nel racconto di Dumas, viene anche citato dallo scrittore francese che dà il suo nome al medico legale del suo scritto;
- Dumas e Poe: i due scrittori coinvolti in questo caso di plagio si citano a vicenda nei loro racconti e sembra che entrambi possano essere identificati nell'io narrante di propri racconti. Infatti il protagonista del racconto di Alexandre Dumas è chiamato Edgar Poe, mentre dall'altro lato il medico legale del racconto dello scrittore americano è chiamato Dumas;
- Ambientazione: i racconti di Poe e Dumas sono ambientati rispettivamente in rue Morgue e rue Saint-Roch. A Parigi la rue Morgue non è mai esistita, ma esisteva fin dal 1718 la zona dell'obitorio dove venivano esposti i corpi degli ignoti e dei barboni, questa era chiamata, appunto, la zona della Morgue. Questa via viene descritta da Poe come "una di quelle stradine che attraversano rue Richelieu e rue Saint-Roch" ed egli cita Saint-Roch anche più avanti nel racconto, per indicare un quartiere. Dumas ambienterà proprio in rue Saint-Roch l'assassinio del suo racconto senza però citare la rue Morgue.

## Conclusione
In conclusione, la paternità del soggetto sembra appartenere ad Edgar Allan Poe, ma la questione rimane aperta e questo caso di plagio apre altri interrogativi riguardo alla vita dei due scrittori e i loro rapporti. Sembra strano che nessuno ai tempi di Dumas si sia accorto della somiglianza tra i due scritti e le molteplici citazioni fanno pensare che Dumas non volesse affatto nascondere il plagio. Questa disputa rimane di rilievo, data la celebrità dei due autori coinvolti e la natura del soggetto, il primo racconto giallo mai scritto.